# Pegomya spinulosa
Pegomya spinulosa är en tvåvingeart som beskrevs av Fan 1982. Pegomya spinulosa ingår i släktet Pegomya och familjen blomsterflugor. Inga underarter finns listade i Catalogue of Life.